# Libor Varhaník
Libor Varhaník (* 25. ledna 1966 Kutná Hora) je bývalý atlet a posléze sportovní funkcionář. Od roku 2012 je místopředsedou Českého olympijského výboru pro ekonomiku a marketing, od roku 2009 vykonává funkci předsedy Českého atletického svazu. Je ženatý a má dvě děti.

## Život
Vystudoval Fakultu tělesné výchovy a sportu a Filozofickou fakultu Univerzity Karlovy. V roce 1995 vybudoval marketingovou společnost Česká atletika, jíž byl také dlouholetým jednatelem. Opustil ji v roce 2009, kdy se stal předsedou Českého atletického svazu. Působil v něm už letech 2005 až 2009 jako místopředseda, členem svazu byl však již roku 1992. Pracoval také jako mezinárodní sekretář.
Byl členem soutěžního výboru Evropské atletické federace, v letech 1995 až 2003 v něm zasedal v marketingové komisi. Od dubna 2019 zastával post jejího viceprezidenta, ve kterém skončil po volbách konaných roku 2023, v nichž se neúspěšně ucházel o funkci prezidenta celé organizace a na pozici viceprezidenta vůbec nekandidoval.
Jako šéf organizačního výboru se podílel na pořádání velkých atletických akcí na českém území včetně evropského halového šampionátu v Praze 2015 nebo Kontinentálního poháru v Ostravě 2018. Je také šéfem představenstva Skiareálu Špindlerův Mlýn.

## Politická kariéra
Též je členem Národní rady pro sport v rámci Národní sportovní agentury v oboru Sportovní svazy – olympijské sporty.